# 南斯拉夫皇家軍隊
南斯拉夫皇家軍隊（英語：Royal Yugoslav Army，塞克語：Jugoslovenska vojska，簡稱：JV），是南斯拉夫王國的軍隊，於1919年建立，至1941年王國向軸心國投降時廢除。曾經於1919至20年間在於南斯拉夫奧地利邊界處理糾紛，亦於1920年代在南部邊境處理過小規模衝突。皇家南斯拉夫近衛營在其解散後於埃及亚历山大港成立。